# Emily della Luna Nuova (serie animata)
Emily della Luna Nuova (風の少女エミリー?, Kaze no shōjo Emirī) è un anime basato sul romanzo del 1923 Emily della Luna Nuova e sui romanzi successivi della stessa serie scritti da Lucy Maud Montgomery, autrice canadese celebre soprattutto per il romanzo Anna dai capelli rossi. La serie composta da 26 episodi è stata prodotta nel 2007 dallo studio giapponese TMS Entertainment e trasmessa dal network NHK a partire dal 7 aprile 2007. In Italia la serie è stata trasmessa su Hiro dal 25 febbraio al 22 marzo 2011 e in chiaro su Italia 1 dal 13 giugno dello stesso anno.

## Trama
Dopo la morte del padre, la piccola Emily Starr rimasta orfana, va a vivere a "New Moon", una grande tenuta agricola che si trova nell'Isola del Principe Edoardo presso le zie Elisabeth e Laura Murray ed il cugino Jimmy.
Emily inizia la sua nuova vita scontrandosi subito con le rigide tradizioni della casa e della famiglia Murray, impersonificate dalla severa e glaciale zia Elisabeth. Fa amicizia con alcuni ragazzi del posto: Ilse Burnley, Teddy Kent, e Perry Miller, ma zia Elisabeth disapprova quest'ultima amicizia, perché Perry proviene da "Stovepipe Town", uno dei quartieri più poveri della cittadina.
Ognuno dei ragazzi ha un dono speciale. Emily è nata per essere scrittrice, il timido Teddy è un artista molto dotato, l'esuberante Ilse è un'attrice di talento, e Perry ha capacità di grande politico. I ragazzi però hanno problemi con le rispettive famiglie. Emily, che in fondo ha lo stesso carattere risoluto della zia Elisabeth, si scontra spesso con lei, che non capisce il suo bisogno di scrivere ed è incapace di comprenderla. Il padre di Ilse, il dottor Burnley, sembra ignorare completamente la figlia a causa di un terribile segreto che riguarda la moglie e la sua misteriosa morte avvenuta qualche anno prima. La madre di Teddy è gelosa del talento del figlio e dei suoi amici, temendo che questi interessi allontanino il figlio da lei e dal suo amore. Perry, invece, che non è benestante come gli altri amici e deve lavorare per mantenere se stesso e la vecchia zia con cui abita, è da lei osteggiato quando lui decide di "perdere del tempo" a studiare invece di lavorare di più.
La storia segue la crescita e la maturazione dei protagonisti, dall'infanzia, all'adolescenza fino ad arrivare all'età adulta, attraverso le mille avventure di ogni giorno e alla volontà dei ragazzi di migliorare se stessi e di realizzare i propri sogni. Emily, sempre attratta dalle bellezze della natura e dell'arte, attraverserà gli anni della scuola e le traversie della vita fino a sposarsi e a diventare una scrittrice di successo.

## Personaggi

### La famiglia di Emily
Emily Byrd Star
All'inizio della storia ha 11 anni e dopo la morte di entrambi i genitori va a vivere alla fattoria New Moon assieme alle zie Elisabeth e Laura e al cugino Jimmy. Ha grandi doti di scrittrice e poetessa, che coltiva nonostante l'ostilità della zia Elisabeth, che non ama che le donne della famiglia Murray si dedichino a simili attività.
Douglas Starr
Giornalista e critico teatrale e padre di Emily. Muore di tubercolosi quando Emily ha 11 anni.
Juliet Murray
Sposa Douglas Starr contro il volere della sua famiglia, ma essendo di salute cagionevole, muore quando Emily aveva soltanto 4 anni, per questo motivo la ragazza non ha nessun ricordo di lei.
Saucy Sal
Gatta di Emily che la ragazza riesce a portare a New Moon nonostante l'ostilità di zia Elisabeth.

### New Moon
Elizabeth Murray
Anziana zia di Emily e capofamiglia dei Murray che abitano a New Moon. È una donna all'antica, rigida e severa verso tutti, ma anche verso se stessa. Lei ed Emily hanno un rapporto molto contrastato, anche perché in fondo entrambe hanno il medesimo carattere risoluto, ma alla fine non potranno fare a meno di provare reciprocamente un profondo affetto.
Laura Murray
Figlia di Archibald Murray e giovane zia di Emily. Vive con lei, con Elisabeth e con Jimmy a New Moon ed è sempre molto gentile e premurosa nei confronti della ragazzina.
Jimmy Murray
Secondo cugino di Emily. Ama fare il giardiniere a New Moon e prova un affetto molto profondo per la ragazza.

### Amici
Ilse Burnley
Figlia del medico del villaggio e grande amica di Emily, anche se a volte il loro rapporto è un po' burrascoso, ma dopo il bisticcio viene sempre la riappacificazione.
Perry Miller
Ragazzo dell'età di Emily che lavora a New Moon come tuttofare. Praticamente analfabeta, è aiutato da Emily ad imparare a leggere e scrivere. Nonostante l'iniziale ostilità della zia con cui vive, Perry riuscirà a frequentare la scuola e a vincere una borsa di studio per andare al liceo.
Teddy Kent
Ragazzo dell'età di Emily e suo grande amico, ha spiccate doti artistiche, ostacolate però dalla madre che ha per lui un affetto morboso e che per paura di perderlo, gli impedisce quasi di coltivare qualsiasi amicizia.

### Altri personaggi
Zia Ruth
Terza figlia di Archibald Murray è una vedova senza figli. Sempre ostile verso Emily (che chiama con disprezzo Amelie) non esita a criticarla apertamente.
Alan Burnley
È il padre di Ilse ed esercita la professione di medico. Si sente colpevole della morte della moglie e per questo non ama parlare di lei alla figlia, che percepisce questo suo comportamento come ostilità verso di lei e verso la madre. Solo quando finalmente Alan riuscirà a parlare con Ilse della cosa, il rapporto tra padre e figlia si rinsalderà.
Beatrice Mitchell
Madre di Ilse, morta in terribili circostanze molti anni prima mentre andava a New Moon a restituire un prestito durante un giorno di tempesta.
John Sullivan
Vicino dei Murray ama molto che i ragazzi vadano a giocare nella sua proprietà, ma per uno stupido scherzo corre il rischio di incrinare l'amicizia che lo lega ad Emily.
Dean Priest
Grande amico del padre di Emily (hanno entrambi frequentato la Queen's Academy). Emily vede in lui un confidente e un grande amico e viene incoraggiata da Dean a scrivere un romanzo.
Miss Brownell
Insegnante di Emily, lascia la professione per sposarsi.
Francis Carpenter
Insegnante di Emily che sostituisce miss Brownell. Incoraggia Emily a scrivere, non lesinandole però aspre critiche, la qual cosa viene molto apprezzata dalla ragazza.
Rhoda Stuart
Compagna di classe di Emily nonché sua rivale, invidiosa cerca in tutti i modi di metterla in ridicolo con l'aiuto delle sue amiche, senza successo.
La signora del vento
Creatura immaginaria che solo Emily vede e che è la sua musa ispiratrice.

## Doppiaggio
Il doppiaggio italiano è stato effettuato presso gli studi Merak Film di Milano sotto la direzione di Graziano Galoforo. I dialoghi italiani sono di Marco Casciola e Cristina Robustelli.
| Personaggio                       | Voce originale   | Voce italiana        |
| --------------------------------- | ---------------- | -------------------- |
| Emily Byrd Starr                  | Tomoko Kawakami  | Francesca Bielli     |
| Teddy Kent                        | Kōki Miyata      | Renato Novara        |
| Ilse Burnley                      | Sachiko Kojima   | Benedetta Ponticelli |
| Perry Miller                      | Akemi Okamura    | Federico Zanandrea   |
| Laura Murray                      | Masako Ikeda     | Sonia Mazza          |
| James "Jimmy" Murray              | Rokurō Naya      | Claudio Moneta       |
| Elizabeth Murray                  | Toshiko Fujita   | Cristina Giolitti    |
| Maestro Francis Carpenter         | Akio Ōtsuka      | Marco Balzarotti     |
| Rhoda Stuart                      | Atsuko Enomoto   | Marcella Silvestri   |
| Aileen Kent                       | Aya Hisakawa     |                      |
| Jennie Strang                     | Chiemi Ishimatsu |                      |
| Allan Burnley                     | Kiyoyuki Yanada  |                      |
| Carrie Strang                     | Misaki Sekiyama  |                      |
| Miss Brownell                     | Niina Kumagaya   |                      |
| Douglas Starr                     | Shigenori Sōya   | Luca Ghignone        |
| Ruth Murray                       | Yōko Matsuoka    |                      |
| Signora Stuart                    |                  | Patrizia Scianca     |
| Signor Stuart                     |                  | Oliviero Corbetta    |
| Dean Prinst                       |                  | Patrizio Prata       |
| Wallace                           |                  | Oliviero Corbetta    |
| Oliver                            |                  | Marco Pagani         |
| Janet Royal                       |                  | Elda Olivieri        |
| Josephine Rose                    |                  | Lorella De Luca      |
| Signora del vento (voce narrante) | Emi Shinohara    | Marcella Silvestri   |

## Sigle
Sigla di apertura originale
"Kaze no Shōjo" musica di Akira Miyagawa, testo di Yumi Yoshimoto, è interpretata da Mitsuko Horie
Sigla di chiusura originale
"Kaze no Soramimi" musica e testo di EPO, arrangiamento di Yutaka Hosoi è interpretata da EPO
Sigla italiana
"Emily della Luna Nuova", musica di Danilo Bernardi e Giuseppe Zanca, testo di Cristina D'Avena, è interpretata da Cristina D'Avena e Alessia Volpicelli, piccola paziente seguita dal Centro di Riferimento Oncologico di Aviano.

## Episodi
La serie animata è stata prodotta in 26 episodi trasmessi in Giappone a partire dal 7 aprile 2007. In Italia la serie è stata trasmessa sulla rete Hiro dal 25 febbraio 2011.